# All Nippon Airways Football Club 1990-1991
Questa voce raccoglie le informazioni riguardanti l'All Nippon Airways Football Club nelle competizioni ufficiali della stagione 1990-1991.

## Stagione
Immediatamente eliminato dalle coppe, in campionato l'All Nippon Airways non riuscì a ripetere i risultati delle stagioni precedenti concludendo a metà classifica e con una differenza reti nulla.

## Rosa
| N. |                      | Ruolo | Calciatore         |
| -- | -------------------- | ----- | ------------------ |
| 1  | Giappone (bandiera)  | P     | Koji Osawa         |
| 2  | Argentina (bandiera) | D     | Fernando Moner     |
| 4  | Giappone (bandiera)  | D     | Naoto Hori         |
| 5  | Giappone (bandiera)  | D     | Junya Morishige    |
| 6  | Giappone (bandiera)  | C     | Toshitaka Mishima  |
| 7  | Giappone (bandiera)  | C     | Yasuharu Sorimachi |
| 8  | Giappone (bandiera)  | C     | Hideki Hamada      |
| 9  | Giappone (bandiera)  | A     | Hitoshi Tomishima  |
| 10 | Argentina (bandiera) | A     | Jorge Albero       |
| 11 | Giappone (bandiera)  | A     | Osamu Maeda        |
| 12 | Giappone (bandiera)  | P     | Ryūji Ishizue      |
| 13 | Giappone (bandiera)  | D     | Tatsuya Makiuchi   |
| 14 | Giappone (bandiera)  | A     | Keichi Onuki       |
| 15 | Giappone (bandiera)  | C     | Shūta Sonoda       |

| N. |                      | Ruolo | Calciatore         |
| -- | -------------------- | ----- | ------------------ |
| 16 | Giappone (bandiera)  | D     | Yoshinori Taguchi  |
| 17 | Argentina (bandiera) | A     | Néstor Piccoli     |
| 18 | Giappone (bandiera)  | A     | Shigeto Sasaki     |
| 19 | Giappone (bandiera)  | D     | Naoto Ikeda        |
| 21 | Giappone (bandiera)  | P     | Masanori Sanada    |
| 23 | Giappone (bandiera)  | D     | Atsuhiro Iwai      |
| 24 | Giappone (bandiera)  | D     | Yoshinori Taguchi  |
| 25 | Giappone (bandiera)  | D     | Nobuhiro Ueno      |
| 26 | Giappone (bandiera)  | D     | Kei Shibata        |
| 28 | Giappone (bandiera)  | C     | Kenji Tomita       |
| 29 | Giappone (bandiera)  | C     | Shunichi Ikenoue   |
| 31 | Giappone (bandiera)  | D     | Naoto Ōtake        |
| 32 | Giappone (bandiera)  | C     | Motohiro Yamaguchi |

## Statistiche

### Statistiche di squadra
| Competizione            | Punti | Totale | Totale | Totale | Totale | Totale | Totale | DR |
| Competizione            | Punti | G      | V      | N      | P      | Gf     | Gs     | DR |
| ----------------------- | ----- | ------ | ------ | ------ | ------ | ------ | ------ | -- |
| JSL Division 1          | 27    | 22     | 7      | 6      | 9      | 24     | 24     | 0  |
| Coppa dell'Imperatore   | -     | 1      | 0      | 0      | 1      | 0      | 1      | -1 |
| Japan Soccer League Cup | -     | 1      | 0      | 0      | 1      | 1      | 3      | -2 |
| Totale                  | -     | 24     | 7      | 6      | 11     | 25     | 28     | -3 |